# Mohamed Lamine Ould Ahmed
Mohamed Lamine Ould Ahmed (en àrab: محمد لامين ولد أحمد; Tan-Tan, 1947) és un escriptor i polític sahrauí, membre del Front Polisario. Des de gener de 2012 exerceix com a Ministre de Salut de la República Àrab Sahrauí Democràtica (RASD).
Nascut a Smara, és un dels membres fundadors del Front Polisario. Mohamed Lamine Ould Ahmed es va convertir en el primer Primer Ministre de la República Àrab Sahrauí Democràtica el 1976, i va ocupar el càrrec fins al 1982. Va repetir en el càrrec entre 1985 1988 i ha estat membre de la Secretaria Nacional del Front Polisario des de llavors. Segons Amnistia Internacional, onze membres de la seva família han estat «desapareguts» per personal de seguretat marroquí per raons polítiques.